# Eparchia di Kuzneck

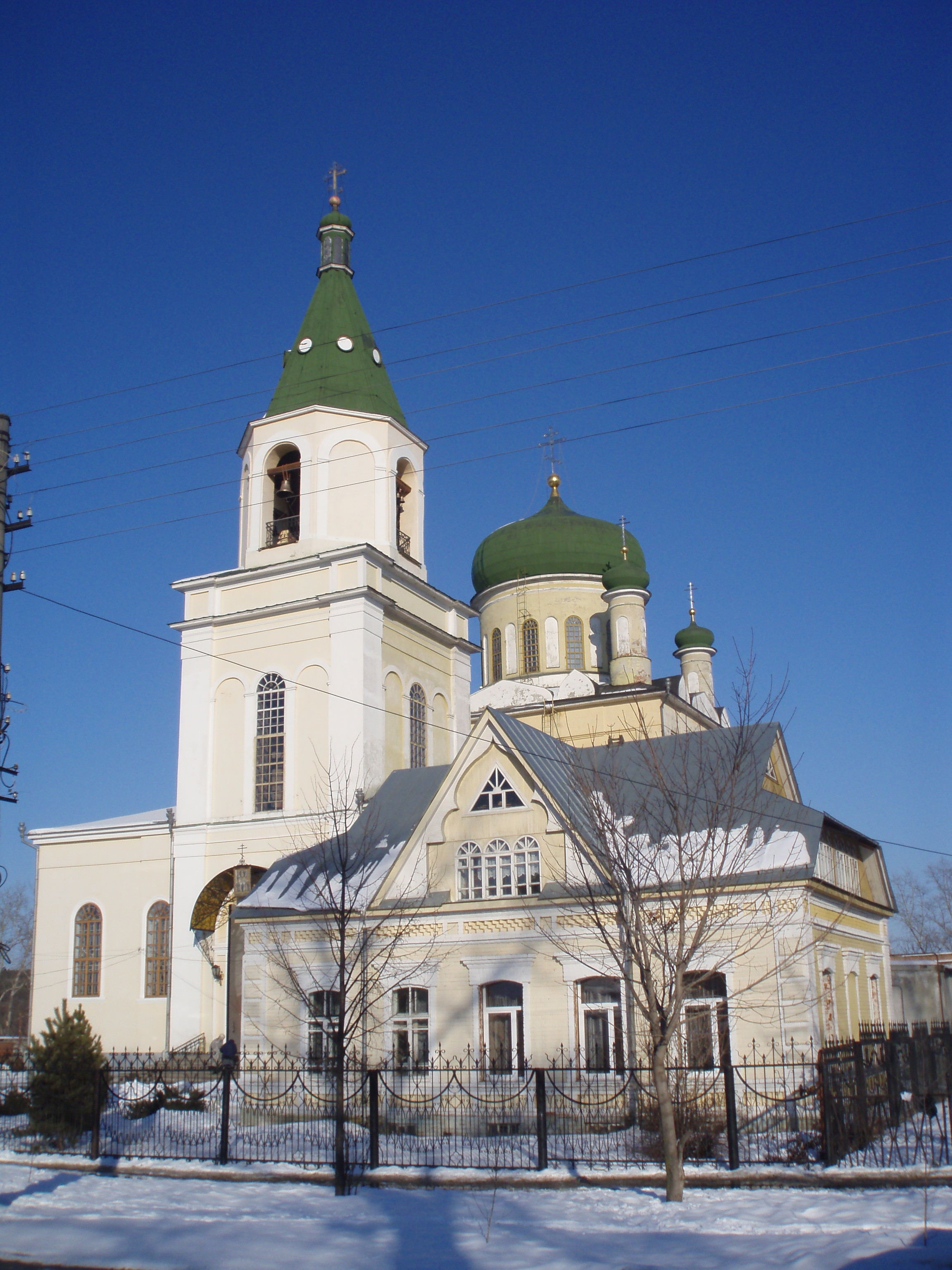
La cattedrale dell'Ascensione di Kuzneck.

L'eparchia di Kuzneck (in russo Кузнецкая епархия?) è una diocesi della Chiesa ortodossa russa, appartenente alla metropolia di Penza.

## Territorio
L'eparchia comprende i rajon Issinskij, Kameškirskij, Kuzneckij, Lopatinskij, Luninskij, Neverkinskij, Nikol'skij e Sosnovoborskij nell'oblast' di Penza.
Sede eparchiale è la città di Kuzneck, dove si trova la cattedrale dell'Ascensione.
L'eparca ha il titolo ufficiale di «eparca di Kuzneck e Nikol'sk».

## Storia
L'eparchia è stata eretta una prima volta l'8 ottobre 1929 ricavandone il territorio dall'eparchia di Saratov. Ma in seguito fu soppressa ed il suo territorio unito, dal 1944, a quello dell'eparchia di Penza..
Per decisione del Santo Sinodo della Chiesa ortodossa russa, il 26 luglio 2012 fu istituita la metropolia di Penza e contestualmente l'eparchia fu nuovamente eretta, separata da quella di Penza.